# The Binding of Isaac: Four Souls
The Binding of Isaac: Four Souls è un gioco di carte ideato da Edmund McMillen, finanziato attraverso Kickstarter e pubblicato da Studio71. I giocatori impersonano uno dei diversi protagonisti che popolano l'universo del videogioco The Binding of Isaac: Rebirth dello stesso McMillen, al fine di collezionare 4 anime per ottenere la vittoria sconfiggendo i mostri che andranno a incontrare. Ogni personaggio ha abilità che influenzano sé stesso o gli altri giocatori, i quali possono cooperare tra loro per sconfiggere i mostri.
La campagna Kickstarter lanciata il 27 giugno 2018 per finanziare il progetto raggiunse la quota richiesta di 50.000$ in 90 minuti. A fine campagna, il progetto aveva raccolto ben 2.650.875$.

## Sviluppo
Lo sviluppo del gioco iniziò nel 2017 quando Studio71 entrò in contatto con McMillen. Studio71 stava sviluppando il gioco di carte Joking Hazard dell'universo di Cyanide and Happiness, chiese a McMillen se fosse interessato in un gioco da tavolo ispirato a The Binding of Isaac: in quel periodo però McMillen era concentrato sullo sviluppo dei suoi videogame The End Is Nigh e The Legend of Bum-bo, e quindi declinò l'offerta. Circa un anno più tardi, McMillen prese l'influenza e, durante il suo stacco lavorativo per riprendersi, pensò di sviluppare un gioco di carte ispirato a The Binding of Isaac. Dopo uno sviluppo di circa due mesi, ricontattò Studio71 per discutere dei dettagli.
Studio71, sull'onda dell'esperienza acquisita nello sviluppo di Joking Hazard, suggerì di intraprendere una campagna Kickstarter per finanziare il gioco. McMillen non era convinto, conscio del fatto che i progetti Kickstarter possono fallire, ma accettò poiché ormai il prototipo base del gioco era praticamente ultimato, e che poteva espanderlo aggiungendo nuove carte man mano che gli obiettivi Kickstarter fossero raggiunti. Poco prima che la campagna Kickstarter iniziasse, McMillen annunciò il nuovo gioco, rivelando il titolo The Binding of Isaac: Four Souls il 25 giugno 2018. Due giorni dopo partì la campagna Kickstarter: in soli 90 minuti dal lancio, il progetto venne completamente finanziato raggiungendo la cifra minima richiesta di $50.000, e terminò un mese più tardi con 38.335 finanziatori raccogliendo un totale di $2.650.875.

## Rilascio
L'edizione base contiene 11 personaggi con i loro oggetti iniziali, 107 carte mostro (monster cards), 104 carte bottino (loot cards), 105 carte tesoro (treasure cards), 3 carte anime bonus (soul cards) per la modalità avanzata, due dadi (da 6 e da 8 facce), 100 penny di plastica e il regolamento. L'edizione speciale gold box edition aggiunge alla versione base altre 99 carte (4 personaggi con i loro oggetti iniziali, 30 carte mostro, 30 carte bottino e 30 carte tesoro. La distribuzione del gioco è iniziata nel dicembre 2018.